# Cischweinfia rostrata
Cischweinfia rostrata är en orkidéart som beskrevs av Robert Louis Dressler och Norris Hagan Williams. Cischweinfia rostrata ingår i släktet Cischweinfia och familjen orkidéer. Inga underarter finns listade i Catalogue of Life.